# Південний Норфолк
Південний Норфолк (англ. South Norfolk) — район місцевого самоврядування в Норфолку, Англія. Найбільшим містом є Ваймондхем, а також округ включає міста Костессі, Дісс, Харлстон, Хінгем, Лоддон і Лонг-Стреттон. Рада базувалася в Лонг-Стреттоні до 2023 року, коли вона переїхала до бізнес-парку Бродленд поблизу Норвіча, у сусідньому районі Бродленд, як частину спільного приміщення з окружною радою Бродленд. Деякі з міських районів округу (включаючи Костессі) є частиною забудованої території Норвіча. До складу району також входять численні села та прилеглі сільські райони. Деякі східні частини округу розташовані в межах The Broads.
Сусідні округи — Брекленд, Бродленд, Норвіч, Грейт-Ярмут, Іст-Саффолк і Мід-Саффолк.

## Географія
Район розташований у південно-східній частині графства Норфолк, межує з графством Суффолк.
На момент перепису 2001 року район мав площу 909 км², населення становило 110 710 осіб у 46 607 домогосподарствах.

## Історія
Округ був створений 1 квітня 1974 року відповідно до Закону про місцеве самоврядування 1972 року, який охоплював п'ять колишніх округів, які були скасовані одночасно:
- Депвадський сільський округ
- Міський округ Дісс
- Сільський округ Форхоу і Хенстед
- Лоддонський сільський округ
- Міський округ Ваймондхем

Новий район отримав назву Південний Норфолк, що відображає його положення в окрузі.
У 2018 році рада призначила спільного керуючого директора з сусідньою окружною радою Бродленда. У 2020 році персонал двох рад було об’єднано, а в 2023 році ради переїхали до нової спільної будівлі.

## Адміністративний устрій
У складі району входить 3 міста:
- Дісс
- Реденхолл-уіт-Харлстон
- Ваймондхем

та 116 громада (англ. Громадська парафія).